# George Hall
George Hall (Toronto, 19 novembre 1916 – New York, 21 ottobre 2002) è stato un attore statunitense. Nonostante abbia esordito nel 1946 a Broadway e sia stato un attore di teatro, cinema e televisione, è diventato famoso in tarda età per aver interpretato il personaggio di Indiana Jones nella serie televisiva Le avventure del giovane Indiana Jones.

## Filmografia

### Cinema
- Un racconto di Canterbury (A Canterbury Tale), regia di Michael Powell e Emeric Pressburger (1944)
- Colpo di scena (From the Hip), regia di Bob Clark (1987)
- La grande promessa (Johnny Be Good), regia di Bud S. Smith (1988)
- Red, regia di Gary Nadeau - cortometraggio (1994)
- La mia regina (Mrs. Brown), regia di John Madden (1997)
- Big Daddy - Un papà speciale (Big Daddy), regia di Dennis Dugan (1999)

### Televisione
- Armstrong Circle Theatre – serie TV, episodio 2x02 (1951)
- Lux Video Theatre – serie TV, episodio 3x06 (1952)
- Cinderella – film TV (1957)
- The DuPont Show of the Month – serie TV, episodio 1x06 (1958)
- That Was The Week That Was – serie TV (1964)
- Ai confini della notte (The Edge of Night) – serial TV, 4 puntate (1967-1976)
- I Ryan (Ryan's Hope) – serial TV, 2 puntate, (1980-1981)
- Il brivido dell'imprevisto (Tales of the Unexpected) – serie TV, episodio 7x07 (1984)
- Monsters – serie TV, episodio 2x06 (1989)
- Quando si ama (Loving) – serial TV, 1 puntata (1992)
- Le avventure del giovane Indiana Jones (The Young Indiana Jones Chronicles) – serie TV, 22 episodi (1992-1993)
- Sansone e Dalila (Samson and Delilah) – miniserie TV (1996)
- Remember WENN – serie TV, 45 episodi (1996-1998)
- Murder in Small Town X – serie TV, 1 episodio (2001)
- Leone il cane fifone (Courage the Cowardly Dog) – serie TV animata, 13 episodi (2002) (voce)

## Doppiatori italiani
Nelle versioni in italiano delle opere in cui ha recitato, George Hall è stato doppiato da:
- Sandro Tuminelli in Quando si ama
- Mario Milita in La grande promessa
- Gianni Musy in Le avventure del giovane Indiana Jones